# Aurore Sacré
Pour les articles homonymes, voir Sacré (homonymie).
Aurore Sacré, née le 13 avril 1993 à Saint-Jean-d'Angély, est une joueuse française de water-polo.
Elle participe avec l'équipe de France de water-polo féminin au Championnat d'Europe de water-polo féminin 2014 (terminant septième), au Championnat du monde de water-polo féminin 2015 (terminant quatorzième) et au Championnat d'Europe de water-polo féminin 2016 (terminant septième).
En 2017, elle contribue à la 11ème place de l'équipe de France lors des championnats du monde de Budapest.
Elle évolue au Nautic Club angérien, que préside son père Cyril Sacré. Elle a deux sœurs, Adeline, joueuse de water-polo, et Manon, kayakiste.